# John Gormley

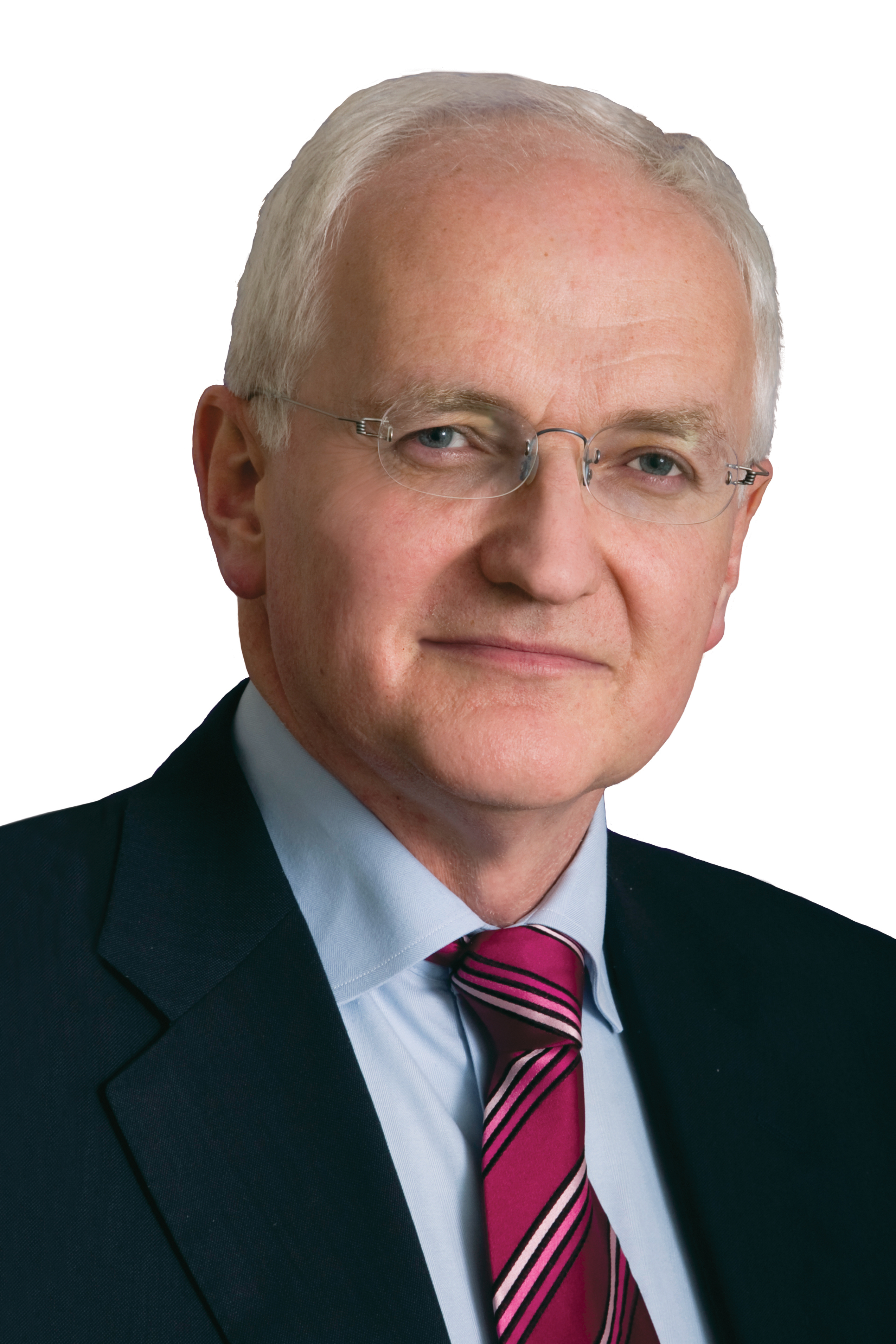
John Gormley (2010)

John Gormley (irisch Seán Ó Gormlaigh, * 4. August 1959 in Dublin) ist ein irischer Politiker und ehemaliger Parteivorsitzender der Green Party.

## Biografie
Gormley besuchte das St. Munchin's College in Limerick, das University College Dublin und die Albert-Ludwigs-Universität Freiburg in Deutschland. 
1991 wurde er in den Stadtrat von Dublin gewählt und war von 1994 bis 1995 Oberbürgermeister von Dublin (Lord Mayor of Dublin). Damit war er der erste grüne Bürgermeister der Stadt. Juni 1997 wurde Gormley erstmals in den Dáil Éireann gewählt, dem er bis Februar 2011 angehörte. Nach den Wahlen 2007 und der damit verbundenen Regierungsbeteiligung seiner Partei wurde er Minister im Kabinett von Taoiseach Bertie Ahern als Minister for the Environment, Heritage and Local Government. Im darauffolgenden Monat wurde Gormley zum neuen Parteivorsitzenden seiner Partei gewählt; der vorherige Parteivorsitzende Trevor Sargent war am 13. Juni 2007 zurückgetreten.
Im Januar 2011 verließ die Green Party die Regierungskoalition. Gormely trat infolgedessen von seinem Ministerposten zurück. Bei den Wahlen zum 31. Dáil Éireann im nächsten Monat konnte er seinen Sitz nicht verteidigen und schied aus dem Dáil aus. Als Vorsitzender der Green Party folgte ihm Ende Mai 2011 Eamon Ryan nach.
Gormley ist verheiratet und hat zwei Kinder. 